# Шампиньон темноволокнистый
Шампиньо́н темноволокни́стый (лат. Agáricus fuscofibrillósus) — гриб из рода Шампиньон (Agaricus) семейства Шампиньоновые (Agaricaceae).
Синонимы:
- Psalliota fuscofibrillosa F.H. Møller, 1950basionym

## Описание

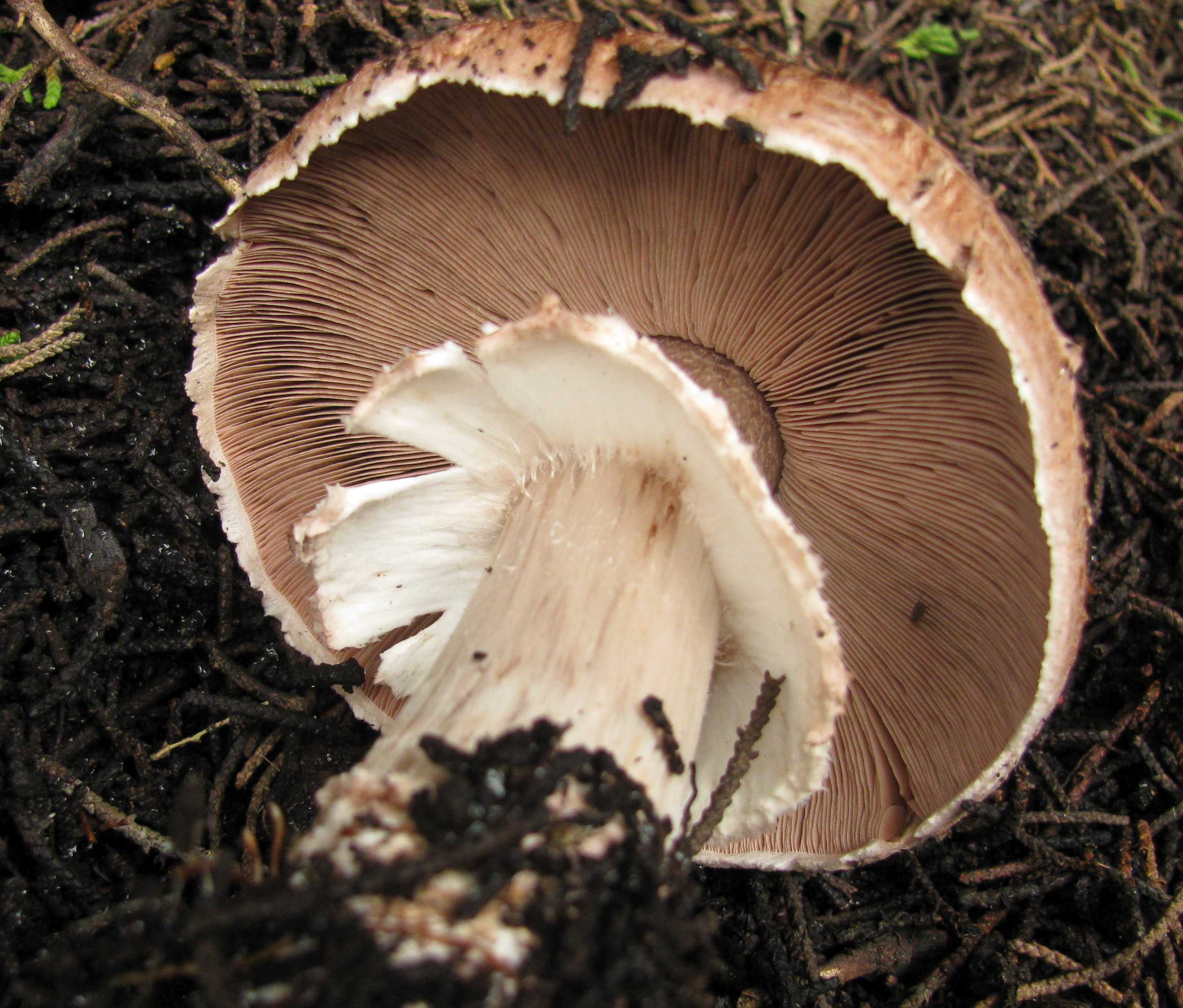

- Шляпка 4—7 см в диаметре, выпуклой, затем почти плоской формы, нередко с бугорком в центре, с сухой коричневой поверхностью, покрытой тёмно-коричневыми волоконцами, без чешуек.
- Мякоть тонкая, белого цвета, на воздухе быстро приобретает винно-розовый оттенок, без особого вкуса и запаха.
- Гименофор пластинчатый, пластинки свободные или слабо приросшие к ножке, частые, вначале светло-розовые, затем винно-розовые и шоколадно-коричневые, с более тёмным краем.
- Ножка 4—8 см длиной и 6—12 мм толщиной, почти ровная или немного утолщённая в основании, полая, сначала беловатого, затем светло-коричневого цвета, с хрупким белым, иногда разрывающимся, кольцом.
- Споровый порошок тёмно-коричневого цвета. Споры 5—7×4—4,5 мкм, коричневого цвета, яйцевидной формы, с гладкой поверхностью.
- Съедобен.

## Экология
Встречается редко, с августа по октябрь, одиночно или группами в широколиственных и смешанных лесах.

## Сходные виды
- Agaricus haemorrhoidarius и Agaricus silvaticus отличаются более широкими, чешуйчатыми шляпками и обычно бульбовидными ножками.